# Політична культура запорозьких козаків
Політична культура запорозьких козаків — модель політичної культури, носіями якої були запорозькі козаки. Впродовж останніх десятиліть 16 ст. – 1-ї пол. 17 ст. запорозька спільнота виробила власну політичну культуру, яка за своїми основними ознаками належала до активістського типу моделей політичних культур. В її основі лежала козацька система цінностей, яка відігравала роль інтегруючого соціального і політичного чинника в житті запорозької громади й істотно впливала на політичні позиції та орієнтації керівників Війська Запорозького (див. Запорозьких козаків система цінностей). Козаків (і реєстрових козаків, і нереєстрових козаків) вирізняли: усвідомлення ними своєї належності до лицарської верстви (яка спиралася на станові права, свободи й вольності; див. Стани) та своєї руської (української) ідентичності й відданості православ'ю; розуміння Війська Запорозького як самовладної автономної політичної інституції, що посідає особливе місце в політичній системі держави (Речі Посполитої, Гетьманщини, Російської імперії); визнання авторитету влади й активна позиція (з елементами політичного дистанціювання) щодо наявного політичного устрою.
Постаючи як політично правосуб'єктна, інституційно об'єднана спільнота Речі Посполитої, запорозькі козаки дотримувалися незалежної від центрального уряду зовнішньої політики; брали діяльну участь у конфесійному житті українського суспільства (насамперед енергійно підтримували православних церковних ієрархів, які зазнавали утисків і переслідувань з боку офіційної Варшави); вдавалися до конфронтаційної щодо наявного політичного режиму практики поширення своїх владних впливів в Україні, що означало козацький сепаратизм у польській державі.

## Радикалізм
Особливістю активістського характеру політичної культури запорожців був радикалізм; їхні політичні позиції, дії та установки, які спрямовувалися на коригування механізму політичної системи Речі Посполитої, досить часто суперечили інтересам тамтешнього політичного режиму. Ці дії виявлялися у формі висунення ультиматумів, проведення конфліктно загострених політичних акцій і маніфестацій, що здійснювалися з позиції сили. Радикалізм козаків проявлявся і в жорсткій, наступальній лінії поведінки представників Війська Запорозького у сфері конфесійно-релігійного життя. Запорожці відіграли істотну роль у відновленні православної церковної ієрархії в Україні (див. Теофана III місія в Україні 1620). Пильний контроль з боку козаків за розвитком релігійної ситуації в Україні, їхній реальний вплив на роботу православних церковних соборів (див. Київський православний церковний собор 1628; Київський собор 1629), а також Київського (Богоявленського) братства стали на заваді урядовим планам щодо прийняття церковної унії (див. Берестейська церковна унія 1596) і значною мірою унеможливили унійні наміри православних ієрархів.
Наприкінці 16 – у 1-й половині 17 ст. козацький радикалізм не раз набував крайньої форми протесту – збройного повстання. Вперше сплеск козацької політичної активності, що мала радикальне спрямування, проявився на межі 10–20-х рр. 17 ст. за гетьманства П.Конашевича-Сагайдачного та Я.Бородавки. Зокрема, в березні 1621 козаки ультимативно заявили польському урядові, що не візьмуть участі у війні проти Османської імперії (див. також Хотинська війна 1621), якщо не будуть задоволені їхні політичні вимоги й не будуть легалізовані новопоставлені православні ієрархи (див. Київська митрополія). Характер методів і форм політичної боротьби, які використовували або мали намір використати козаки, підтверджував їхні тверді наміри діяти з позиції сили та в союзі з іншими політичними гравцями (йдеться про політичну коаліцію з православною ієрархією на чолі з київським митрополитом (Іовом Борецьким), а також про переговори з князем К.Радзивіллом – лідером протестантської опозиції у Великому князівстві Литовському – про створення православно-протестантського союзу). На початку 30-х рр. 17 ст. за гетьманства І.Петражицького-Кулаги та А.Гавриловича політична активність запорозьких козаків знову посилилася у зв'язку з послабленням державної влади в період безкоролів'я, що настав у Речі Посполитій після смерті Сигізмунда III Ваза. В той час козаки прагнули утворити політичний союз з православною шляхтою України з метою домогтися від польського уряду забезпечення віросповідних прав українського народу, а також задоволення своїх станових вимог. Уперше в ультимативній формі було заявлено про право козаків брати участь в обранні польського короля. Запорожці підтримали висунення на польський трон королевича Владислава Ваза (див. Владислав IV) і звернулися з політичними вимогами до конвокаційного та елекційного сеймів (див. Вальний сейм) 1632. Загалом козаки виявляли готовність брати участь у політичному житті шляхетської Речі Посполитої за умови визнання за ними повноправного політичного громадянства нарівні зі шляхтою. Однак історичний шанс згладжування козацько-польських суперечностей шляхом політичної емансипації козацтва не був реалізований.

## Політичні знання
Однією зі складових політичної культури, як відомо, є політичні знання, що формуються в процесі теоретичного осмислення тих чи інших політичних реалій суспільства. Першим проявом формування такого знання в системі політичної культури козацької спільноти став реформаційний проект "Кондиції" С.Наливайка (1596). Політичний дискурс запорожців на той час визначали, з одного боку, низка практичних установок, спрямованих на домагання визнання козацтва суб'єктом політичної системи в Речі Посполитій (теза про козаків як членів "політичного тіла" країни, орієнтація на зрівняння в політичних правах зі шляхтою; наголос на воєнні заслугах Війська Запорозького і на жертовному служінні спільному благові тощо), з другого – низка установок, спрямованих на втілення в життя ідеї політичної окремішності та суверенності своєї спільноти (розвиток власних владних інституцій, включення до своєї владної орбіти частини волосного населення, активна участь у конфесійному житті українського народу, проведення самостійної зовнішньополітичної діяльності).
З появою Української козацької держави в середині 17 ст. розвиток політичної культури козаків почав фокусуватися навколо проблем державотворення суверенної і соборної України. Але водночас почали посилюватися елементи політичного радикалізму та охлократії, притаманні козацькій демократії. За умов відсутності мирного стабілізаційного періоду і вкрай несприятливої для розвитку української національної держави геополітичної ситуації загострилося протистояння в козацькому середовищі, поляризувалися його зовнішньополітичні орієнтації, почав брати гору вузькокорпоративний козацький традиціоналізм. Національна держава втратила функції політично консолідуючого центру, відбулася її територіальна сегментація й політична регіоналізація. На початку 60-х рр. 17 ст. гетьманату інститут розколовся на правобережний і лівобережний гетьманати. Зросло протистояння Коша Запорозької Січі та гетьманської влади, руйнівних форм набула міжусобна боротьба старшинських угруповань, які задля посилення своїх позицій шукали воєнно-політичної підтримку в іноземних володарів (див. також Громадянські війни в Україні другої половини 1650 – першої половини 1660-х років). Це призвело до того, що поступово козацтво ослабло, було усунуте з політичної арени як стан і припинило існування. Вже на початку 18 ст. воно було ліквідоване польськими властями на Правобережній Україні. На українських землях, які поступово ставали підвладними Російській імперії, інститути української державності були демонтовані, козацьке військо розформоване, а козацька старшина отримала російське дворянство. Цьому передувало утвердження протягом 18 ст. в козацькому середовищі піддансько-активістського типу політичної культури, підґрунтям якої стали сепаратистські орієнтації запорожців щодо політичних інститутів Гетьманщини та політичного центру держави-метрополії. Широкі маси рядового козацтва, а також чимало представників старшини дедалі більше усувалися від активної політики. Вони не висували самі й не підтримували висунутих іншими станами політичних вимог до державних інститутів. Значна частина козаків не підтримала спробу гетьмана І.Мазепи 1708–09 добитися збройним шляхом незалежності України від Росії. Проявом нової тогочасної політичної свідомості та політичної теорії держави стала т. зв. Конституція П.Орлика – угода між новообраним гетьманом і старшиною 1710 (див. "Пакти і Конституція прав і вольностей Війська Запорозького" 1710), у якій визначалися принципи суверенітету та засади політичного устрою України. В широкому ж козацькому середовищі дедалі помітніше виявлялися настрої політичної індиферентності й пасивності. Політичні позиції та орієнтації представників владної і соціальної еліт Гетьманщини ввійшли в річище фактичної лояльності до Російської імперії й на практиці зводилися до спроб легітимації засад української автономії та відстоювання своїх станово-корпоративних прав (політична лінія І.Скоропадського, П.Полуботка, Д.Апостола, К.Розумовського та ін.). Однак, як показало, зокрема, проведення виборів до Законодавчої комісії зі складання нового Уложення (див. Комісія законодавча 1767–1768), політ. свідомість козацтва великою мірою залишилася орієнтованою на традиційні цінності, політичні пріоритети й установки – виборність посадовців з гетьманом включно, провадження судочинства козацьким судом, рівність у правах усіх козаків. Характерні для З.к.п.к. цінності та політичні й культурно-історичні орієнтації відображені також в історичних та літературних творах таких українських авторів 18 ст., як Г.Граб'янка, С.Величко, П.Симоновський, С.Дівович, у "Літописі Самовидця", "Короткому описі Малоросії", "Історії Русів" та інших тогочасних виданнях.